# Шевелёва, Вероника Евгеньевна
Верони́ка Евге́ньевна Шевелёва (род. 24 декабря 1999, Алма-Ата, Казахстан) — казахстанская фигуристка, выступающая в одиночном катании. Бронзовый призёр чемпионата Казахстана (2018), представляла сборную своей страны на зимней Универсиаде 2017.

## Карьера
Вероника Шевелёва начала заниматься фигурным катанием в конце 2005 года. 

### Сезон 2016/2017
В сентябре 2016 года дебютировала на международных соревнованиях юниорской серии Гран-при. На первом этапе во французском Сен-Жерве-ле-Бене Шевелёва заняла двадцать третье место. Другая представительница Казахстана Айза Мамбекова расположилась на итоговой восьмой позиции. Через месяц на этапе Гран-при среди юниоров в Германии Вероника финишировала тридцать шестой.
В этом же сезоне начала выступления на взрослом уровне. Дебютным международным соревнованием на взрослом уровне для неё стала зимняя Универсиада, которая проходила в родном городе Вероники Алма-Ате. В рамках соревнований по фигурному катанию на домашней Универсиаде она заняла двадцать третье место, расположившись вслед за соотечественницей Жансаей Адыхановой.

### Сезон 2017/2018
В новом сезоне Шевелёва выступила на двух международных турнирах. На турнире в Венгрии Jegvirag Cup она стала седьмой, а на Egna Spring Trophy показала двенадцатый результат.

### Сезон 2018/2019
В сезоне 2018/2019 годов стартовала на этапах юниорской серии Гран-при. В Литве стала двадцать восьмой, в Словении двадцать девятой. 
В сентябре 2018 года на турнире серии «Челленджер» Lombardia Trophy заняла двадцать второе место. 
В конце ноября, на международном турнире Bosphorus Cup-2018 заняла 10 место.
На национальном чемпионате, проходившем в Актобе, завоевала бронзовую медаль.

## Спортивные достижения
| Соревнования                        | 2016/2017     | 2017/2018     | 2018/2019     | 2019/2020     |
| Международные                       | Международные | Международные | Международные | Международные |
| ----------------------------------- | ------------- | ------------- | ------------- | ------------- |
| Челленджеры. Кубок Ломбардии        |               |               | 22            |               |
| Зимние Универсиады                  | 23            |               |               |               |
| Egna Trophy                         |               | 12            | 17            |               |
| Jegvirag Cup                        |               | 7             | 8             |               |
| Bosphorus Cup                       |               |               | 10            |               |
| Ice Mall Cup                        |               |               | 10            |               |
| Denis Ten Memorial                  |               |               |               | 13            |
| Halloween Cup                       |               |               |               | 19            |
| Международные среди юниоров         |               |               |               |               |
| Этапы юниорского Гран-при: Франция  | 23            |               |               |               |
| Этапы юниорского Гран-при: Германия | 36            |               |               |               |
| Этапы юниорского Гран-при: Литва    |               |               | 28            |               |
| Этапы юниорского Гран-при: Словения |               |               | 29            |               |
| Национальные                        |               |               |               |               |
| Чемпионаты Казахстана               | 5             | 4             | 3             |               |